# 津田健次郎
津田 健次郎（つだ けんじろう、1971年〈昭和46年〉6月11日 - ）は、日本の声優、俳優、ナレーター。大阪府出身。アンドステア所属。

## 経歴
父の仕事の都合で1歳から小学2年生までジャカルタで過ごした経験をもつ。当時のジャカルタには娯楽が少なく、VHSもあまり普及していなかった。そんな環境の中で、最大の娯楽は映画で、日本のヒーロー映画、ハリウッド映画に触れていた。映画館へのアクセスが良く、伯父が映画の株主優待チケットを持っていたことから帰国後も映画館へ足を運び続けていた。
子供時代は1人で何かをするのが好きだったという。小学校入学してからは少し社会性が出たような気がしていたが、いつも1人でいたという。勉強も人間関係もあまり苦労はしなかったが、違和感はあった。大阪の子供は親が自治会に入っていたり、祖父母の代から住んでいることが多いため、お祭りの時期が来ると、急に友人が地元の子になり、津田は「異邦人」になってしまうという。皆がお祭りに参加している中、津田はポツンと部外者な感じだった。その後大阪の明星中学校・高等学校に進学。私立の男子校であったため、そういう地元感はなくなったが、今度は流行りものに全然興味が持てなかった。当時は空虚な感覚があり、友人が好きな作品、世の中で流行している作品がいいと思えなかった。周囲に馴染めれば楽しいだろうという感覚はあり、馴染もうとして流行りものに触れはしたが、全く受け入れられなかった。中学時代から雑誌で見て知った名画座に通うようになり、「将来は映画の道へ進みたい」と思っていた。高校で生徒会長を務める。ミニシアターに通い始めたところ、ジャン＝リュック・ゴダールなど頭のおかしい人物がぶっ飛んだ映画を作っており、評価されていることにものすごく勇気をもらった。スパイク・リー、ヴィム・ヴェンダースも好きで、ジム・ジャームッシュの『ストレンジャー・ザン・パラダイス』も何も起きないが、めちゃくちゃカッコよく、「僕もそっちのほうに行きたい!」と映画監督になりたいと思っていた。しかし脚本が書けず、表現したい衝動はあったが、具体的にどう表現すればいいのか分からなかった。そのままのんびりしていたところ高校2年生になり、「あれ?受験しなきゃ」と気付いたという。明治大学文学部文学科演劇学に入学、元々は映画を撮りたいと思っていた矢先に大学3年生の時に「何を映画で表現したいか、具体的なビジョンが描けない。表現したい欲求は強かったことから出演するのも面白いのかな」と魔が差し、演じるほうにも興味を持ち、円・演劇研究所専攻科を受けて合格し、演劇活動に熱中する。
養成所卒業後は舞台系の事務所に所属していた。その際にオーディションの話があり、1995年のテレビアニメ『H2』の野田敦役で声優デビューする。アニメ『遊☆戯☆王デュエルモンスターズ』『テニスの王子様』でのブレイク以降は声優業を中心に舞台にも出演していた。NHK連続テレビ小説『エール』で語りを担当、本編にも出演した事をきっかけにテレビドラマ・映画の出演が増加。テレビ番組・CMでのナレーションやラジオパーソナリティなども務め多方面で活動している。
2019年2月2日公開の『ドキュメンターテイメント AD-LIVE』で映画監督デビュー。
2021年、第15回声優アワードにて主演男優賞を受賞。同年4月2日、それまで所属していたアミュレートを退所し、元宝塚歌劇団の七海ひろきなどが所属するアンドステアに移籍したことを発表した。
2024年、第53回ベストドレッサー賞 芸能部門を受賞。

## 人物・エピソード
趣味はカメラ、バイク。方言は関西弁。
風間俊介、浪川大輔は古くからの友人。2024年にMBS/TBS系で放送された「日曜日の初耳学」の中でも二人が津田の旧友として登場しており、津田の人柄に関してインタビューで話している。
映画は撮ることも観ることも好む。中学時代から映画館に通い始め、高校までは古い洋画を、大学入学後はアート系映画を中心に観ていたが、基本的にはノンジャンルとのこと。
艶のある低音ボイスを持つ。
ゲーム『DEATH STRANDING』の収録現場で、総監督を務めるゲームデザイナー小島秀夫やダイ・ハードマン役で共演する声優大塚明夫から「ケン坊」と呼ばれていることを自身のTwitterで明かしている。また、スティーブ・マックイーンの吹き替えで知られる俳優の宮部昭夫と声質が似ていると言われることがあり、マックイーンの大ファンである小島はこのことを理由に津田を上記の『DEATH STRANDING』に起用したことを明かしている。『ネバダ・スミス』Blu-rayではフジテレビ版のカット部分の追加収録で宮部が演じたマックイーンの代役を津田が務めている。
『進撃の巨人 Season 2』のハンネス役をはじめとして、藤原啓治（2020年没）の持ち役の多くを引き継いでいる。
兄がいる。舞台役者として駆け出しのころに出会った一般人女性と結婚しており、2020年7月現在は2児の父親である。既婚者であることを公表していなかったが、2020年7月、一部週刊誌で津田の結婚に関する記事が掲載されたことを受けて、自身のInstagramでこれらの事実を公表することとなった。永らく結婚を公表しなかった理由を、「結婚当初、生活の安全を脅かされる文書が頻繁に届くことがあり、公表しない方が安全を守れると思いました。また、私が好きな俳優さんや声優さんは私生活が見えない魅力がある方が多く、自分もそういう表現者になりたいという思いもあったため今まで公表せずにいました」と説明した。
『THE TIME,』にゲスト出演した際、同番組の総合司会で同じ明治大学卒の安住紳一郎が校友名簿を確認したら、津田と同級生であったことが分かったと明かした。安住が2人の年齢差から「正直言うと何留ですか？」と問いかけると、津田は「小学校より長い7年行きまして」と答えた。

## 出演（声優）
太字はメインキャラクター。

### テレビアニメ
1995年
- H2（野田敦）

1996年
- こどものおもちゃ（川合貴光、鹿島良助）
- 水色時代（理科教師）
- るろうに剣心 -明治剣客浪漫譚-（虎丸）

1999年
- おじゃる丸（1999年 - 2024年、おばけ屋敷館長、男、サラリーマン、男性、おじゃる丸の父上の父上の父上の父上）
- こちら葛飾区亀有公園前派出所（1999年 - 2004年、豊臣秀吉、加藤松吉、視察員）
- メダロット（舎弟）

2000年
- 風まかせ月影蘭（男、簑吉）
- 陽だまりの樹（徳川家定）
- 遊☆戯☆王デュエルモンスターズ（2000年 - 2004年、海馬瀬人、クリティウス、神官セト）

2001年
- くるくるアミー（ギンジ、動物たち、医者、犬、ドロボー）
- テニスの王子様（2001年 - 2024年、乾貞治、ドゥドゥ・オバンドゥー） - 4シリーズ

2003年
- 明日のナージャ（ハービー）

2004年
- BECK（北沢力也）
- レジェンズ 甦る竜王伝説（ガーゴイル）

2005年
- AIR（橘敬介）
- capeta（梶原慶）
- ガラスの仮面（司会者）
- シュガシュガルーン（ロッキンロビン）
- SPEED GRAPHER（新治）
- ゾイドジェネシス（セイジュウロウ）
- 遊☆戯☆王デュエルモンスターズGX（海馬瀬人、カイバーマン）
- ロックマンエグゼStream（カバセ）

2006年
- 韋駄天翔（シャドウ）
- エア・ギア（スピット・ファイア）
- 家庭教師ヒットマンREBORN!（2006年 - 2010年、大人ランボ、ロメオ、スパナ、ランポウ）
- ガラスの艦隊（疾風のクレオ）
- 吟遊黙示録マイネリーベwieder（エルムント）
- NARUTO -ナルト-（進衛門）
- まじめにふまじめ かいけつゾロリ（タゴジョー）
- LEMON ANGEL PROJECT（工藤正巳）

2007年
- ウエルベールの物語 〜Sisters of Wellber〜（2007年 - 2008年、ザラード・シスプリ） - 2シリーズ
- 結界師（白）
- 人造昆虫カブトボーグ V×V（村正彦）
- スカルマン（山本啓治）
- Saint October（クルツ）
- ぼくらの（蓮木一郎）
- 名探偵コナン（2007年 - 2024年、桐谷、福原栄全、鬼丸猛）
- ラブ★コン（鈴木涼二）

2008年
- カイバ
- 黒執事（オファレル）
- ソウルイーター（ミフネ）
- 隠の王（雪見和彦）
- NARUTO -ナルト- 疾風伝（山城アオバ）
- 夜桜四重奏 〜ヨザクラカルテット〜（四志村高助）

2009年
- アラド戦記〜スラップアップパーティー〜（オルカ）
- バスカッシュ!（ガンツ・ボガード）
- メタルファイト ベイブレード（2009年 - 2013年、竜牙） - 4シリーズ

2010年
- バカとテストと召喚獣（2010年 - 2011年、福原慎、ナレーション〈2代目〉、アナウンス） - 2シリーズ
- 薄桜鬼（2010年 - 2016年、風間千景） - 4シリーズ

2011年
- TIGER & BUNNY（ファイヤーエンブレム / ネイサン・シーモア）
- ぬらりひょんの孫 千年魔京（茨木童子）
- 変ゼミ（堀井幽璽）
- もしドラ（加地誠）

2012年
- アクセル・ワールド（レッド・ライダー）
- 機動戦士ガンダムAGE（ドール・フロスト）
- キングダム（趙荘）
- K（2012年 - 2015年、周防尊、善条剛毅） - 2シリーズ
- CØDE:BREAKER（雪比奈）
- ジョジョの奇妙な冒険（ブラフォード）
- トリコ（スマイル）
- NARUTO -ナルト- SD ロック・リーの青春フルパワー忍伝（山城アオバ）
- FAIRY TAIL（2012年 - 2024年、シルバー・フルバスター、バッカス・グロウ） - 3シリーズ

2013年
- イクシオン サーガ DT（トレンチ）
- イナズマイレブンGO ギャラクシー（2013年 - 2014年、ビットウェイ・オズロック）
- 宇宙兄弟（ビンセント・ボールド）
- DD北斗の拳（ユダ）
- デュエル・マスターズ ビクトリーV3（2013年 - 2014年、桜田）
- 八犬伝―東方八犬異聞― 第二期（犬村大角）
- Free!（2013年 - 2018年、御子柴清十郎） - 3シリーズ
- ムシブギョー（未那蚕）

2014年
- オレん家のフロ事情（真木）
- キルラキル（朱雀二郎）
- 最強銀河 究極ゼロ 〜バトルスピリッツ〜（アルティメット・アレクサンダー）
- 神撃のバハムート（マルチネ）
- スペース☆ダンディ（フェルディナン）
- 星刻の竜騎士（ホフマン博士）
- 東京喰種トーキョーグール（2014年 - 2018年、ニコ） - 4シリーズ
- ノブナガン（ロバート・キャパ）
- pupa（仏木）
- ピンポン THE ANIMATION（江上）
- フューチャーカード バディファイト（2014年 - 2015年、手札の君レア麿、グレムリン / 大盛烈、ブーメラン・ドラゴン、五角騎竜 光旋のアリオット） - 2シリーズ
- BABYGAMBA（ノロイ）
- 鬼灯の冷徹（2014年 - 2018年、夜叉一） - 3シリーズ

2015年
- 神様はじめました◎（奈々生の父）
- GANGSTA.（ニコラス・ブラウン）
- キュートランスフォーマー さらなる人気者への道（サンダークラッカー）
- 金田一少年の事件簿R（第2期）（祭沢一心）
- 攻殻機動隊 ARISE ALTERNATIVE ARCHITECTURE（パイロマニア）
- 新妹魔王の契約者（坂崎守 / オルニス） - 2シリーズ
- 対魔導学園35試験小隊（鐵隼人）
- 美男高校地球防衛部LOVE!（怪しい店主）
- 響け!ユーフォニアム（2015年 - 2016年、後藤卓也） - 2シリーズ
- プラスティック・メモリーズ（標ヤスタカ）
- 放課後のプレアデス（ひかるの父）
- ポケットモンスター XY（ベルモンド）
- ワンパンマン（2015年 - 2019年、アトミック侍） - 2シリーズ

2016年
- アルスラーン戦記 風塵乱舞（グラーゼ）
- Occultic;Nine -オカルティック・ナイン-（和泉公平）
- ALL OUT!!（2016年 - 2017年、吉田諭志）
- SERVAMP-サーヴァンプ-（ジェジェ）
- 少年アシベ GO! GO! ゴマちゃん（アシベの父ちゃん、イエティ、越完治、お師匠様）
- ジョーカー・ゲーム（蒲生次郎）
- タブー・タトゥー（R・R・ラーカー）
- Dimension W（K・K）
- テイルズ オブ ゼスティリア ザ クロス（ザビーダ）
- 刀剣乱舞-花丸-（2016年 - 2018年、日本号） - 2シリーズ
- とんかつDJアゲ太郎（忍堀修吾）
- 91Days（ファンゴ）
- ナンバカ（一声三鶴）
- 初恋モンスター（長澤嵐）
- B-PROJECT〜鼓動*アンビシャス〜（パパラッチ）
- ブブキ・ブランキ（的場井周作） - 2シリーズ
- TO BE HERO（おっさん / ミンちゃんのパパ）
- フリップフラッパーズ（ソルト）
- ルパン三世 イタリアン・ゲーム（仮面伯爵）
- 私がモテてどうすんだ（テラ）

2017年
- 亜人ちゃんは語りたい（宇垣）
- ACCA13区監察課（ニーノ）
- ハンドシェイカー（ナガオカ / 長岡大地）
- MARGINAL#4 KISSから創造るBig Bang（張皐月）
- 3月のライオン（2017年 - 2018年、重田盛夫） - 2シリーズ
- キラキラ☆プリキュアアラモード（宇佐美源一郎）
- 龍の歯医者（ギレリ）
- この素晴らしい世界に祝福を! シリーズ（2017年 - 2024年、ハンス / 予告の人） - 2シリーズ
- カミワザ・ワンダ（ドーザミン）
- 進撃の巨人（2017年 - 2018年、ハンネス〈2代目〉） - 2シリーズ
- ONE PIECE（2017年 - 2024年、ヴィンスモーク・ヨンジ）
- ラブ米 -WE LOVE RICE-（こしひかり、こしひかりBL1〜6号） - 2シリーズ
- ロクでなし魔術講師と禁忌教典（大導師）
- 笑ゥせぇるすまんNEW（落入末雄）
- 将国のアルタイル（ルイ）
- 最遊記RELOAD BLAST（淀仁）
- 異世界はスマートフォンとともに。（山本完助）
- タイムボカン 逆襲の三悪人（O-3）
- 魔法陣グルグル（クレメンテ）
- UQ HOLDER! 〜魔法先生ネギま!2〜（アフロ・ザ・フォーエバー）
- ねこねこ日本史（2017年 - 2018年、細川忠興、玄宗皇帝、万兵衛）

2018年
- 銀魂.（紫雀 / バルカス）
- 七つの大罪 シリーズ（2018年 - 2021年、モンスピート） - 3シリーズ
- ヴァイオレット・エヴァーガーデン（ダミアン・バルドゥール・フリューゲル）
- ハクメイとミコチ（ナライ）
- りゅうおうのおしごと!（山刀伐尽）
- 博多豚骨ラーメンズ（チェガル）
- ルパン三世 PART5（アルベール・ダンドレジー）
- 重神機パンドーラ（ダグ・ホーバット）
- ゴールデンカムイ（2018年 - 2023年、尾形百之助） - 4シリーズ
- 妖怪ウォッチ シャドウサイド（2018年 - 2019年、不動明王 / 不動明王・界）
- フルメタル・パニック! Invisible Victory（ミシェル・レモン）
- 魔法少女 俺（魔法熟女さよちん〈卯野さより〉）
- 信長の忍び（雑賀孫市）
- 天狼 Sirius the Jaeger（エフグラフ）
- 少女☆歌劇 レヴュースタァライト（キリン）
- バキ（2018年 - 2020年、シコルスキー） - 2シリーズ
- 中間管理録トネガワ（遠藤勇次）
- 僕のヒーローアカデミア（2018年 - 2023年、オーバーホール / 治崎廻） - 3シリーズ
- 軒轅剣 蒼き曜（項楚）
- 転生したらスライムだった件（2018年 - 2024年、ベスター） - 3シリーズ
- パズドラ（2018年 - 2020年、マイケル真田、ルグラン）
- ガイコツ書店員 本田さん（オッケーおじさん）
- レイトン ミステリー探偵社 〜カトリーのナゾトキファイル〜（2018年 - 2019年、ルーファス・アルデバラン）
- 抱かれたい男1位に脅されています。（三ツ谷絽美雄）
- メルクストーリア -無気力少年と瓶の中の少女-（ラヴィオル）

2019年
- W'z《ウィズ》（ナガオカ / 長岡大地）
- 風が強く吹いている（望月）
- ドメスティックな彼女（小林昌樹）
- 同居人はひざ、時々、頭のうえ。（ろく）
- ガーリー・エアフォース（ウィリアム・シャンケル）
- 3D彼女 リアルガール（民宿の主人）
- 明治東亰恋伽（大地丙太郎）
- ジョジョの奇妙な冒険 黄金の風（ティッツァーノ）
- みだらな青ちゃんは勉強ができない（堀江花咲）
- 消滅都市（ダイチ）
- さらざんまい（久慈誓）
- Fairy gone フェアリーゴーン（グリフ・マーサー） - 2シリーズ
- 賢者の孫（ゼスト）
- 魔王様、リトライ!（2019年 - 2024年、九内伯斗〈大野晶〉、指輪） - 2シリーズ
- ナカノヒトゲノム【実況中】（パカ）
- コップクラフト（ケイ・マトバ）
- 炎炎ノ消防隊（2019年 - 2025年、ジョーカー） - 3シリーズ
- かつて神だった獣たちへ（アーサー / ベヒモス）
- 警視庁 特務部 特殊凶悪犯対策室 第七課 -トクナナ-（一ノ瀬栞）
- アフリカのサラリーマン（トカゲ、TVキャスター、ナレーション）
- 妖怪ウォッチ!（不動明王）
- 厨病激発ボーイ（おっさん、水泳部部長）
- スタンドマイヒーローズ PIECE OF TRUTH（伊田正義）
- ACTORS -Songs Connection-（南居銀慈郎）
- 歌舞伎町シャーロック（ミルヴァートン）

2020年
- ID:INVADED イド:インヴェイデッド（名探偵 酒井戸 / 鳴瓢秋人）
- 群れなせ!シートン学園（荒本先生、野間ドン、イエナの父、桑野先生、大場ニア、伊原ゼモ、芭張アトラス 他）
- 魔術士オーフェンはぐれ旅（ウオール・カーレン）
- 地縛少年花子くん（2020年 - 2025年、土籠） - 3シリーズ
- けだまのゴンじろー（毛シオス）
- アイドリッシュセブン シリーズ（2020年 - 2023年、九条鷹匡、偽ゼロ） - 3シリーズ
- 神之塔 -Tower of God-（2020年 - 2024年、レロ・ロー） - 2シリーズ
- 啄木鳥探偵處（野村胡堂）
- 邪神ちゃんドロップキック'（身宇裸）
- プリンセスコネクト!Re:Dive（2020年 - 2022年、コカトリス亭のマスター） - 2シリーズ
- BORUTO-ボルト- NARUTO NEXT GENERATIONS（2020年 - 2023年、ジゲン / 大筒木イッシキ）
- THE GOD OF HIGH SCHOOL ゴッド・オブ・ハイスクール（ジェガル・テク）
- 天晴爛漫!（リチャード・リースマン / ギル・T・シガー）
- 食戟のソーマ 豪ノ皿（ドン・カーマ）
- 妖怪学園Y 〜Nとの遭遇〜（2020年 - 2021年、ミケッティオ、ケスゾー）
- 『ヒプノシスマイク -Division Rap Battle-』Rhyme Anima（運命塚転石）
- 秘密結社 鷹の爪 〜ゴールデン・スペル〜（アドリアン・ザハル）
- 禍つヴァールハイト -ZUERST-（ヘルマン）
- 池袋ウエストゲートパーク（シャドウ）
- 呪術廻戦（2020年 - 2023年、七海建人） - 2シリーズ
- とーとつにエジプト神（2020年 - 2023年、ラー ） - 2シリーズ

2021年
- オルタンシア・サーガ（モーリス・ボードレール）
- はたらく細胞BLACK（ナレーション）
- ホリミヤ（2021年 - 2023年、安田真） - 2シリーズ
- ワールドトリガー（コスケロ、林藤匠〈2代目〉） - 2シリーズ
- プレイタの傷（先代フレスヴェルグ）
- 無職転生 〜異世界行ったら本気だす〜（オルステッド） - 2シリーズ
- 真・中華一番!（エンセイ）
- どすこい すしずもう（なすび親方）
- すばらしきこのせかい The Animation（ハネコマ / 羽狛早苗）
- 不滅のあなたへ（2021年 - 2025年、ナレーション、観察者） - 3シリーズ

蜘蛛ですが、なにか?（魔族軍「第四軍軍団長」メラゾフィス）
- ドラゴン、家を買う。（バーニー）
- 転生したらスライムだった件 転スラ日記（ベスター）
- Sonny Boy（やまびこ）
- うらみちお兄さん（アモン）
- 月が導く異世界道中（2021年 - 2024年、リッチ / 識） - 2シリーズ
- メガトン級ムサシ（2021年 - 2023年、デューク藤咲） - 2シリーズ
- 海賊王女（マックススカイバーJr.）
- ルパン三世 PART6（アルベール・ダンドレジー）
- かぎなど（2021年 - 2022年、橘敬介） - 2シリーズ

2022年
- 錆喰いビスコ（黒革、テツジン）
- 幻想三國誌 -天元霊心記-（武将〈魏延〉）
- プラチナエンド（米田我工）
- 咲う アルスノトリア すんっ!（ヨハン・ツヴィングリ）
- 惑星のさみだれ（ノイ＝クレザント）
- 忍の一時（美濃部鬼道）
- チェンソーマン（岸辺）

2023年
- AYAKA -あやか-（八凪真人）
- 文豪ストレイドッグス（ブラム）
- め組の大吾 救国のオレンジ（2023年 - 2024年、ナレーション）
- 鴨乃橋ロンの禁断推理（Dr.ヒルシュ）
- 放課後少年花子くん（2023年 - 2024年、土籠、コンシェルジュ〈土籠〉） - 2シリーズ

2024年
- 戦国妖狐（野禅） - 2シリーズ
- メタリックルージュ（アフダル・バシャール）
- 勇気爆発バーンブレイバーン（イーラ）
- ルカと太陽の花（レンテ座長)
- アイドルマスター シャイニーカラーズ（天井努） - 2シリーズ
- ザ・ファブル（小島賢治）
- NINJA KAMUI（ヒガン、ジョー・ローガン）
- ラーメン赤猫（文蔵）
- 現代誤訳（犀川久作〈客、実況、店員、キャビンアテンダント〉）
- 多数欠（御堂密）
- ばいばい、アース（2024年 - 2025年、ローハイド王〈正義〉） - 2シリーズ
- Re:ゼロから始める異世界生活 3rd season（2024年 - 2025年、ハインケル） - 2シリーズ
- チ。-地球の運動について-（2024年 - 2025年、ノヴァク）
- 青のミブロ（2024年 - 2025年、永倉新八）
- 夏目友人帳 漆（ソラノメ）

2025年
- ねこに転生したおじさん（糸柳先生）
- キミとアイドルプリキュア♪（きゅーたろう）
- FARMAGIA（ディルクロム）
- トリリオンゲーム（功刀）
- あらいぐま カルカル団（ミドル）
- アポカリプスホテル（強面宇宙人）
- グノーシア（ジョナス）

### 劇場アニメ
2004年
- 遊☆戯☆王デュエルモンスターズ 光のピラミッド（海馬瀬人）

2005年
- 劇場版 テニスの王子様 二人のサムライ The First Game / 跡部からの贈り物〜君に捧げるテニプリ祭り〜（乾貞治）

2007年
- 宇宙エレベータ 〜科学者の夢みる未来〜（朝永秀樹、ナレーション）

2009年
- チョコレート・アンダーグラウンド（ジョー・クローリー）

2010年
- プランゼット（田崎剣）

2011年
- 劇場版 テニスの王子様 英国式庭球城決戦!（乾貞治）

2012年
- 劇場版 TIGER & BUNNY -The Beginning-（ファイヤーエンブレム / ネイサン・シーモア）

2013年
- ピカチュウとイーブイ☆フレンズ（キバゴ）
- 劇場版 トリコ 美食神の超食宝（スマイル）
- 劇場版 薄桜鬼 第一章 京都乱舞（風間千景）

2014年
- 劇場版 TIGER & BUNNY -The Rising-（ファイヤーエンブレム / ネイサン・シーモア）
- 劇場版 薄桜鬼 第二章 士魂蒼穹（風間千景）
- 劇場版 ゆうとくんがいく（解説）
- イナズマイレブン 超次元ドリームマッチ（ビットウェイ・オズロック）
- 劇場版 K MISSING KINGS（周防尊）

2016年
- 遊☆戯☆王 THE DARK SIDE OF DIMENSIONS（海馬瀬人）
- 響け！ユーフォニアムシリーズ（2016年 - 2019年、後藤卓也） - 3作品
- GANTZ:O（平参平）

2017年
- 劇場版 Free!-Timeless Medley- 絆（御子柴清十郎）
- 映画 妖怪ウォッチ シャドウサイド 鬼王の復活（不動明王）
- 宇宙戦艦ヤマト2202 愛の戦士たち（榎本勇）

2018年
- 劇場版 SERVAMP-サーヴァンプ- -Alice in the Garden-（ジェジェ）
- K SEVEN STORIES Episode 1「R:B 〜BLAZE〜」（周防尊）
- K SEVEN STORIES Episode2「SIDE:BLUE〜天狼の如く〜」（善条剛毅）

2019年
- あした世界が終わるとしても（狭間源司）
- コードギアス 復活のルルーシュ（スウェイル・クジャパット）
- Walking Meat（ハセガワ）
- 二ノ国（ガバラス・フォルガーン）
- 映画 この素晴らしい世界に祝福を!紅伝説（ハンス）

2020年
- 少女☆歌劇 レヴュースタァライト ロンド・ロンド・ロンド（キリン）
- 劇場版ポケットモンスター ココ（リーダー・ザルード）

2021年
- 劇場版 少女☆歌劇 レヴュースタァライト（キリン）
- 機動戦士ガンダム 閃光のハサウェイ（ガウマン・ノビル）
- 竜とそばかすの姫（イェリネク）
- アイの歌声を聴かせて（西城）
- 劇場版 呪術廻戦 0（七海建人）

2022年
- あんさんぶるスターズ!!-Road to Show!!-（鮫島三成）
- 犬王（比叡座の棟梁〈犬王の父〉）
- ONE PIECE FILM RED（ゴードン）
- ぼくらのよあけ（河合義達）

2023年
- 北極百貨店のコンシェルジュさん（ウーリー）

2024年
- 映画おしりたんてい さらば愛しき相棒（おしり）よ（キンモク先生）
- デッドデッドデーモンズデデデデデストラクション（小山ノブオ） - 前章
- 名探偵コナン 100万ドルの五稜星（鬼丸猛、土方歳三）
- 範馬刃牙VSケンガンアシュラ（ガオラン・ウォンサワット）
- 劇場版モノノ怪 唐傘（溝呂木北斗）
- ふれる。（島田公平）
- 風都探偵 仮面ライダースカルの肖像（鳴海荘吉）

2025年
- ひゃくえむ。（海棠）

### OVA
2006年
- テニスの王子様 Original Video Animation 全国大会篇（乾貞治）

2009年
- 灼眼のシャナS（“纏玩”ウコバク）

2011年
- バカとテストと召喚獣 〜祭〜（福原慎、ナレーション）
- 薄桜鬼 雪華録（風間千景）

2014年
- テラフォーマーズ（ゴッド・リー）
- 進撃の巨人 悔いなき選択　前編、後編（2014年、2015年、フラゴン・ターレット）※原作第15巻、16巻限定版

2016年
- 『デュラララ!!×2 結』外伝!? 第19.5話「デュフフフ!!」（野襖志津夫）

2017年
- 宇宙戦艦ヤマト2202 愛の戦士たち（榎本勇）
- 初恋モンスター（長澤嵐） - 単行本第8巻アニメDVD付き特装版
- Landreaall（六甲） - コミックス第29巻限定版

2018年
- ゴールデンカムイ（2018年 - 2020年、尾形百之助） - コミックスアニメDVD同梱版

2020年
- ACCA13区監察課 Regards（ニーノ）
- Holy Knight Light（エンペラー）

### Webアニメ
2007年
- ポケモン不思議のダンジョン 出動ポケモン救助隊ガンバルズ!（ハスブレロ）

2012年
- ポケモン不思議のダンジョン マグナゲートと∞迷宮 紹介SPムービー（ナレーション）

2015年
- ニンジャスレイヤー フロムアニメイシヨン（ロブスター）

2016年
- ポケモンジェネレーションズ（アカギ）
- モンスターストライク（K / 神倶土玄馬）

2018年
- DEVILMAN crybaby（長崎）
- 異世界居酒屋〜古都アイテーリアの居酒屋のぶ〜（ゲーアノート）

2019年
- ULTRAMAN（2019年 - 2023年、アダド） - 3シリーズ
- 魔王様、“プチ”リトライ！（九内伯斗）
- 7SEEDS（十六夜良夜）
- 少女☆寸劇 オールスタァライト（キリン）
- メギド72 The short animation 長き戦旅の傍らで（ブネ）
- ケンガンアシュラ（2019年 - 2023年、ガオラン・ウォンサワット） - 3シリーズ
- 無限の住人-IMMORTAL-（2019年 - 2020年、万次）

2020年
- 攻殻機動隊 SAC 2045（2020年 - 2022年、スタンダード） - 2シリーズ
- オルタード・カーボン: リスリーブド（Hachisuka）
- とーとつにエジプト神（2020年 - 2021年、ラー）

2021年
- 極主夫道（2021年 - 2023年、龍） - 2シリーズ
- ブライト：サムライソウル（頭目）
- スーパー・クルックス（ジョニー・ボルト）

2022年
- テルマエ・ロマエ ノヴァエ（ルシウス・モデストゥス）
- TIGER & BUNNY 2（ネイサン・シーモア / ファイヤーエンブレム）
- サイバーパンク エッジランナーズ（リパードク）
- ロマンティック・キラー（土屋）

2023年
- Fate/Grand Order 藤丸立香はわからない（2023年 - 2025年、シグルド）
- ヤキトリ（ヴァーシャパプキン）
- グッド・ナイト・ワールド（シガテラ）

2024年
- 餓狼伝: The Way of the Lone Wolf（オレグ・ザイツェフ）

### ドラマCD
- ラブ★コン シリーズ（2003年 - 2005年、中尾平吉）
- ラブ★コン DVD BOX volume.2 bonus CD（2007年、鈴木涼二）
- Drama CD 薔薇嬢のキス〜rose1・2〜（2009年、蔵間無月/黒薔薇）
- 宮沢賢治名作選集5 宮沢賢治物語〜雨ニモマケズ〜（2009年、宮沢政次郎）
- 世界樹の迷宮IV 囚われの巫女と三姉弟（2013年、ワールウィンド）
- 余命彼氏vol.7〜降り注ぐ追憶〜（2016年、瞬）
- 誰かこの状況を説明してください!〜契約から始まったふたりのその後〜（2018年、べリス[445]）
- 豪華列車アルデバラン〜7泊8日の恋人〜（2019年、加々美瑛士[446]）
- 殺彼CD #02 〜豪＆景楽編〜（2019年、竜崎豪[447]）
- 浦島坂田船 2ndシングル「明日へのBye Bye」特典CD「ボイスドラマ「燃えろ！ スポ根★浦島坂田船」」（2019年[448]）
- Fate/Prototype 蒼銀のフラグメンツ Drama CD & Original Soundtrack 第5巻（2019年、シグルド[449]）
- 薬屋のひとりごと（2020年、高順[450]）※文庫第9巻ドラマCD付き特装版
- Memories of Love（2020年、鳴瓢秋人・語り[451]）※TVアニメ『ID：INVADED』Blu-ray BOX下巻付録
- FABULOUS NIGHT（2021年、謎のDJ[452]）
- 休日のわるものさん（2021年、わるものさん[453]）
- 朗読喫茶 噺の籠 〜あらすじで聴く文学全集〜 檸檬・人間失格・桜の森の満開の下（2021年、「桜の森の満開の下」の朗読[454]）
- 「響け！ユーフォニアム」5th Anniversary Disc 〜きらめきパッセージ〜（2021年、後藤卓也[455]）

### デジタルコミック
- 別マプレミアム デジコミ DVD「ラブ★コン」（2003年、中尾平吉） - 『別冊マーガレット』2004年1月号付録
- VOMIC トリコ（十夢）
- VOMIC 放課後の王子様（乾貞治）
- 電子書籍ストアBookLive! 公式YouTuneチャンネル おじさんはカワイイものがお好き。（小路三貴）

### ナレーション
- 新どっちの料理ショー（番組内サッポロビールCMコーナー）
- デスメイク（BSフジ・フジテレビ）
- TKOゴールデン劇場
- 煩悩寺
- ワイルド・アラビア〜神秘の王国（2013年、WOWOW）
- 劇場版『遊☆戯☆王』公開直前スペシャル!（2016年）
- ブラック・ユニバース 宇宙に抱かれる特別な夜（2016年3月29日、NHK総合）
- ヨーロッパ 黒猫紀行（2017年4月29日、NHK BSプレミアム）
- 世界・ふしぎ発見!（ボイスオーバー）
- ニッポン印象派「水の峰　雲の山」(2018年3月17日、NHK BSプレミアム）
- 2018 ル・マン24時間レースの舞台裏（2018年、J SPORTS）
- 国枝慎吾・上地結衣 勝負〜2020年を見据えて〜（2018年12月15日、WOWOW）
- 情報7daysニュースキャスター（2020年12月26日、2021年1月30日 -  、TBS）レギュラー
- 中島健人の今、映画について知りたいコト。（2021年 - 、WOWOW）レギュラー
- NEWSの全力!!メイキング（2021年 - 、TBS）レギュラー
- ローカル路線バス乗り継ぎの旅Z（2021年 - 、テレビ東京）
- 偉人にチャレンジ 〜伝説の真相に迫る〜「那須与一とモーツァルトに挑戦！」（2021年5月8日、NHK BSプレミアム）
- NHKスペシャル「9.11 閉ざされた真相 〜遺族と国家の20年〜」（2021年9月11日、NHK総合）
- マザー・アース 奇跡の星 宇宙から見た地球の未来（2021年11月6日、BS-TBS）
- スーパードクターは、いらない〜密着！鳥取大学医学部附属病院 救命救急センター〜（2021年12月27日、山陰放送）
- 未来日記（2021年 - 2022年、Netflix）
- NHKスペシャル「命をつなぐ生きものたち」第3集（2022年9月4日、NHK総合）[456]
- 何か“オモシロいコト”ないの?（2023年10月2日 -  、フジテレビ）レギュラー
- オーイシマサヨシ オーイシ武道館 〜オーイシマサヨシ ワンマンライブ at 日本武道館〜（2024年3月2日、日本武道館）オープニング・ナレーション[457]
- 乃木坂46 12th YEAR BIRTHDAY LIVE（2024年3月7日 - 10日、さいたまスーパーアリーナ）VTR[458]
- Warframe Koumeiと五つの定め トレーラー（2024年9月28日）[459]

### 吹き替え

#### 担当俳優
アーミー・ハマー
- 君の名前で僕を呼んで（2018年、オリヴァー）
- ALONE/アローン（2018年、マイク・スティーブンス）
- ランニング・ワイルド WITH ベア・グリルス #5（2020年、本人）
- クライシス（2021年、ジェイク・ケリー）
- ナイル殺人事件（2022年、サイモン）

アーロン・テイラー＝ジョンソン
- ブレット・トレイン（2022年、タンジェリン）
- フォールガイ（2024年、トム・ライダー）
- クレイヴン・ザ・ハンター（2024年、セルゲイ・クラヴィノフ / クレイヴン）
- 28年後...（2025年、ジェイミー）

アダム・ドライバー
- スター・ウォーズシリーズ（2015年 - 2019年、カイロ・レン）
  - スター・ウォーズ/フォースの覚醒
  - スター・ウォーズ/最後のジェダイ
  - スター・ウォーズ/スカイウォーカーの夜明け

- 最後の決闘裁判（2022年、ジャック・ル・グリ）

コリン・ファレル
- プライド&グローリー（2009年、ジミー・イーガン）
- クレイジー・ハート（2010年、トミー・スウィート）
- フライトナイト/恐怖の夜（2012年、ジェリー・ダンドリッジ）
- ウォルト・ディズニーの約束（2014年、トラヴァース・コブ）
- ファンタスティック・ビーストと魔法使いの旅（2016年、パーシバル・グレイブス）
- The Beguiled/ビガイルド 欲望のめざめ（2018年、ジョン・マクバニー）
- ブレイン・ゲーム（2019年、チャールズ・アンブローズ）
- ジェントルメン（2021年、コーチ）

ジェイミー・ドーナン
- ワンス・アポン・ア・タイム（2013年 - 2014年、グラハム・ハンバート保安官）
- フィフティ・シェイズシリーズ（2015年 - 2019年、クリスチャン・グレイ）
  - フィフティ・シェイズ・オブ・グレイ
  - フィフティ・シェイズ・ダーカー
  - フィフティ・シェイズ・フリード

- フッド: ザ・ビギニング（2020年、ウィル）
- ベルファスト（2022年、パー）
- ハート・オブ・ストーン（2023年、パーカー）

リチャード・アーミティッジ
- 反撃のレスキュー・ミッション（2011年、ジョン・ポーター）
- ストライクバック:極秘ミッション（2013年、ジョン・ポーター）
- ハンニバル3 #8 - #12（2015年、フランシス・ダラハイド）
- レジェンダリー（2018年、レイモンド）

#### 映画
- ANNA/アナ（レナード・ミラー〈キリアン・マーフィー〉）
- 移動都市/モータル・エンジン（コーラ〈レゲ＝ジャン・ペイジ〉[478]）
- 運命の女（ポール・マーテル〈オリヴィエ・マルティネス〉）※テレビ朝日版
- エグジット・スピード（サム・カッター〈デズモンド・ハリントン〉）
- X-ミッション（ボーディ〈エドガー・ラミレス〉）
- NSFW 絶対消去（殺し屋〈JJ・フィールド〉）
- KAN-WOO/関羽 三国志英傑伝（関羽〈ドニー・イェン〉）
- 紀元前1万年（デレー〈スティーヴン・ストレイト〉）※テレビ朝日版
- キャプテン・フィリップス（アブディワリ・ムセ〈バーカッド・アブディ〉[479]）
- クリミナル・ミッション（ウォーレン〈クリストファー・アボット〉）
- ゴールド/金塊の行方（マイケル・アコスタ〈エドガー・ラミレス〉）
- ゴジラvsコング（ネイサン・リンド〈アレクサンダー・スカルスガルド〉[480]）
- サウンド・オブ・カラー 地下鉄の恋（ジョン・チャン〈チャン・チェン〉）
- ザ・スーサイド・スクワッド “極”悪党、集結（ルナ将軍〈フアン・ディエゴ・ボト〉[481]）
- 三銃士/王妃の首飾りとダ・ヴィンチの飛行船（アラミス〈ルーク・エヴァンズ〉）※劇場公開版
- ジーサンズ はじめての強盗（ヘーレン・ハイマー〈マット・ディロン〉）
- 幸せのレシピ（ニック・パーマー〈アーロン・エッカート〉）
- シェーン（シェーン〈アラン・ラッド〉[482]）※N.E.M版
- シャドウ・ワールド（ガブリエル〈アンディ・ホイットフィールド〉）
- スーパーマン（メタモルフォ〈アンソニー・キャリガン〉[483]）
- スペース・プレイヤーズ（アルG・リズム〈ドン・チードル〉[484]）
- スラムドッグス（ハンター[485]）
- セルラー（ディーソン〈マット・マッコーム〉）※テレビ朝日版
- ソフィア・ロレーン 母の愛（フランコ）
- ゾンビ・ホスピタル（ジャック〈ジェシー・メトカーフ〉）
- ダンジョンズ&ドラゴンズ/アウトローたちの誇り（死体スヴェン[486]）
- ツイスターズ（タイラー〈グレン・パウエル〉[487]）
- ディープ・アンダーカバー（ケヴィン・コール / ジミー・ボーン〈コール・ハウザー〉）
- DUNE/デューン 砂の惑星（ドクター・ユエ〈チャン・チェン〉[488]）
- トゥモローランド（デイヴ・クラーク〈マシュー・マッカアル〉[489]）
- トップガン（クーガー〈ジョン・ストックウェル〉）※ソフト版
- トラウマ/鮮血の叫び（デヴィッド〈クリストファー・ライデル〉[490]）
- トランスフォーマー/ビースト覚醒（エージェント・バーク〈マイケル・ケリー〉[491]）
- NO ONE LIVES ノー・ワン・リヴズ（ドライバー〈ルーク・エヴァンズ〉）
- バイオハザードIII（アレクサンダー・スレイター〈マシュー・マースデン〉）※テレビ朝日版
- ファイヤーウォール（ビル・コックス〈ポール・ベタニー〉）※テレビ朝日版
- THE 4TH KIND フォース・カインド（スコット〈エンゾ・シレンティ〉）
- ブラックパンサー（エリック・キルモンガー〈マイケル・B・ジョーダン〉[492]）
  - ブラックパンサー/ワカンダ・フォーエバー[493]
- ブラック・ファイル 野心の代償（ベン・ケイヒル〈ジョシュ・デュアメル〉）
- ブラッドレインII（ビリー・ザ・キッド〈ザック・ウォード〉）
- ブルー きみは大丈夫（ロボット[494]）
- ベン・ハー（ポンティウス・ピラト〈ピルー・アスベック〉）
- ボーン・スプレマシー（キリル〈カール・アーバン〉）※日本テレビ版
- ホワイトアウト（ロバート・プライス〈ガブリエル・マクト〉）
- マキシマム・クラッシュ（ジョニー〈ダスティン・ヌエン〉）
- マッドマックス:フュリオサ（プレトリアン・ジャック〈トム・バーク〉[495]）
- マトリックス レザレクションズ（アナリスト〈ニール・パトリック・ハリス〉[496]）
- みえない雲（ハネス〈トマス・ヴラシア〉、原子力発電所職員〈声のみ〉、学校の教諭、警戒の警察官）
- ミッション:インポッシブルシリーズ（ガブリエル〈イーサイ・モラレス〉）
  - ミッション:インポッシブル/デッドレコニング PART ONE[497]
  - ミッション:インポッシブル/ファイナル・レコニング[498]
- メカニック:ワールドミッション（クレイン〈サム・ヘイゼルダイン〉）
- メカバース:少年とロボット（大尉[499]）
- メン・イン・ブラック3（アンディ・ウォーホル / エージェントW〈ビル・ヘイダー〉）
- モータルコンバット（ライデン〈浅野忠信〉[500]）
- 勇者たちの戦場（トミー・イエーツ〈ブライアン・プレスリー〉）
- リリーのすべて（ハンス・アクスギル〈マティアス・スーナールツ〉）
- RENT/レント（ベニー・コフィン3世〈テイ・ディグス〉）※Netflix版
- ロキシー 美しき復讐者（シュガー〈スコット・メスカディ〉）
- ロストボーイ:ニューブラッド（シェーン〈アンガス・サザーランド〉）

#### ドラマ
- ALCATRAZ/アルカトラズ（ジャック・シルヴェイン〈ジェフリー・ピアース〉）
- ある結婚の風景（ポリ〈マイケル・アローニ〉[501]）
- ALPHAS/アルファズ（マーカス・エアーズ〈ウィル・マコーマック〉）
- アンフォゲッタブル2 完全記憶捜査 #9（ヴィクター〈ジェイミー・ジャクソン〉、セオドア・マスカット）
- ウェイワード・パインズ 出口のない街（イーサン・バーク〈マット・ディロン〉）
- エメラルドシティ（ルーカス〈オリヴァー・ジャクソン＝コーエン〉）
- キリング・カインド 〜危険な関係〜（ジョン・ウェブスター〈コリン・モーガン〉[502]）
- コールドケース5 #13（トルイット・“スパイダー”・リーランド〈ジロン・ヴァンオーヴァー/Jilon VanOver〉）
- ゴッドレス -神の消えた町-（ビル・マクニュー〈スクート・マクネイリー〉）
- ザ・パシフィック（ストーン軍曹）
- CSI:11 科学捜査班 #15（キップ・ウッドマン〈ジョシュア・ダラス〉）
- CSI:13 科学捜査班 #10（NTSB ダグ・ウィルソン〈ジョシュ・ランドール/Josh Randall〉）
- シグナル/時空を超えた捜査線（スタン・モレノ〈アンソニー・ルイヴィヴァー〉）
- CITY ON A HILL/罪におぼれた街（フランキー〈ジョナサン・タッカー〉[503]）
- 女王ヴィクトリア 愛に生きる（フランカテリ）
- スーパーナチュラル（カスティエル / ジミー・ノヴァック〈ミーシャ・コリンズ〉）
- SCORPION/スコーピオン シーズン4 #15（グーチ）
- ストレイン 沈黙のエクリプス（若いセトラキアン〈ジム・ワトソン〉）
- セカンド・チャンス 造られた男（ジミー・プリチャード〈ロバート・カジンスキー〉）
- ソウルメイト（フィリップ〈チェ・フィリップ〉）
- Titans/タイタンズ シーズン4 (セバスチャン・サンガー / ブラザー・ブラッド〈ジョセフ・モーガン〉)
- タイムレス #15（エリオット・ネス〈ミーシャ・コリンズ〉）
- DEBRIS / デブリ（ブライアン・ベネヴェンディ〈ジョナサン・タッカー〉[504]）
- ナース・ジャッキー（モーモー〈ハーズ・スレイマン〉）
- ナルコス:メキシコ編（ウォルト・ブレスリン〈スクート・マクネイリー〉）
- ハーパーズ・アイランド 惨劇の島（ジミー・マンス〈C・J・トマーソン〉）
- バーン・ノーティス 元スパイの逆襲（ルシオ・ヴェスケス）
- ハウス・オブ・ザ・ドラゴン（デイモン・ターガリエン〈マット・スミス〉[505]）
- HUNTED/ハンテッド（エイダン・マーシュ〈アダム・レイナー/Adam Rayner〉）
- ホワイトカラー
- ライ・トゥ・ミー 嘘は真実を語る（アンドルー・ジェンキンス）
- ラッシュアワー #4（デニス〈アレックス・ソロウィッツ/Alex Solowitz〉、チャド〈ザッカリー・ストックデール〉）
- リーサル・ウェポン（マーティン・リッグス〈クレイン・クロフォード〉）
- レオナルド 〜知られざる天才の肖像〜（ティエリ〈ヒューゴ・ベッカー〉[506]）

#### アニメ
- スター・ウォーズシリーズ（カイロ・レン）
  - LEGO スター・ウォーズ/たたかえ!レジスタンス
  - LEGO スター・ウォーズ/オールスターズ
  - スター・ウォーズ レジスタンス
  - LEGO スター・ウォーズ/ホリデー・スペシャル
  - LEGO スター・ウォーズ/恐怖のハロウィーン
  - LEGO スター・ウォーズ/サマー・バケーション
- 長ぐつをはいたネコと9つの命（ウルフ[507]）
- ホワット・イフ...?（キルモンガー[508]）
- ぼくらベアベアーズ ザ・ムービー（トラウト[509]）
- メカアマトMovie（グラカカス将軍[510]）
- メガマインド（バーナード）
- ヨウゼン（シンコウヒョウ[511]）
- ロード・オブ・ザ・リング/ローハンの戦い（ウルフ[512]）

### 特撮
2007年
- 仮面ライダー電王（オクトイマジンの声）

2014年
- 仮面ライダー鎧武/ガイム（レデュエの声） - 1シリーズ + 1作品

2016年
- 動物戦隊ジュウオウジャー（キルメンチの声）

2018年
- 仮面ライダージオウ（2018年 - 2020年、カッシーンの声） - 1シリーズ + 1作品

2021年
- 仮面ライダーリバイス（デモンズドライバー / ベイルの声） - 1シリーズ + 1作品

2022年
- シン・ウルトラマン（外星人・ザラブの声）

2023年
- ウルトラマンレグロス（インストラクターフォロスの声）

### CMナレーション
- 愛・地球博 公式ガイドブック
- CANON IXY 30S
- シルク・ドゥ・ソレイユ ZED
- メディアファクトリー、株式会社ポケモン
  - ポケットモンスター ブラック・ホワイト 公式完全ぼうけんクリアガイド・公式イッシュ図鑑完成ガイド
  - ポケモンカードゲーム 「プラズマゲイル」「ラセンフォース/ライデンナックル」「メガロキャノン」
  - イナズマイレブンGO TVアニメコレクションDVD
- マツダ（プロ野球オールスターゲーム限定ver.）
- ルック まめピカ トイレのふき取りクリーナー
- 紅茶花伝 ロイヤルミルクティー篇
- 第一三共 パテックス機能性サポーター
- メルセデス・ベンツ 新世代コンパクトカーキャンペーン「NEXT A-Class」 - ガツ / 我那覇 穀 役
- コナミデジタルエンタテインメント 遊☆戯☆王ゼアル オフィシャルカードゲーム ストラクチャーデッキ「青眼龍轟臨」 - 海馬瀬人 役
- NTTCOM 企業CM「Seamless Cloud for the World」
- セブンナイツ
- オーダーメイドスーツのKASHIYAMA
- 狼は眠らない コミックス第2巻発売CM - レカン 役 [517]
- ダイハツ工業 - カクカク・シカジカ 役（2代目）
- KENWOOD デジタルミラー型ドライブレコーダー ミラレコ
- デロンギ 全自動エスプレッソマシン
- ストレンジャー オブ パラダイス ファイナルファンタジー オリジン [518]
- 日本マクドナルド「シズル文學」
- 日産自動車「エクストレイル e-4ORCE」
- 亀田製菓「技のこだ割り」[519]
- 島津製作所「島津製作所 創業150周年記念アニメーション」 - 島津源蔵 役 [520]

### 公演（声の出演）
- 仮面ライダーシリーズ
  - 仮面ライダー鎧武 ファイナルステージ（2014年10月11日・12日）‐ レデュエの声
  - 仮面ライダーリバイス ファイナルステージ（2022年9月18日・10月1日・8日・15日・16日）‐ ベイルの声
- レジェンドオブふなっしー（2016年6月30日 - 7月31日、DMM VR THEATER） - ドラゲー 役[521]
- 少女☆歌劇 レヴュースタァライト シリーズ
  - 少女☆歌劇 レヴュースタァライト -The LIVE- #1（2017年9月22日 - 24日） - キリン 役
  - 少女☆歌劇 レヴュースタァライト -The LIVE- #1 revival（2018年1月6日 - 8日）
  - 少女☆歌劇 レヴュースタァライト -The LIVE- #2 Transition（2018年10月13日 - 21日）
- アイドルマスター シャイニーカラーズ シリーズ
  - THE IDOLM@STER SHINY COLORS 1stLIVE FLY TO THE SHINY SKY（2019年） - 天井努 役
  - THE IDOLM@STER SHINY COLORS MUSIC DAWN（2020年） - 天井努 役
  - THE IDOLM@STER SHINY COLORS 2ndLIVE STEP INTO THE SUNSET SKY（2021年） - 天井努 役
  - THE IDOLM@STER SHINY COLORS 3rdLIVE TOUR PIECE ON PLANET / NAGOYA / TOKYO / FUKUOKA（2021年） - 天井努 役
  - THE IDOLM@STER SHINY COLORS 4thLIVE 空は澄み、今を越えて。（2022年） - 天井努 役
  - THE IDOLM@STER SHINY COLORS 5thLIVE If I_wings. （2023年） - 天井努 役

### ラジオ
※はインターネット配信。
- テニスの王子様 オン・ザ・レイディオ（2003年 - 2011年、文化放送、不定期）
- 健次郎・美佳子のサタデーナイトフィーバー（2004年 - 2005年、ラジオ大阪）
- TSUDAKENの歩いていこう（2004年 - 2007年、携帯声優グランプリ※）
- TSUDAKEN`S ROOM（2005年 - 2007年、携帯V-STATION※）
- ガラスの艦隊 疾風のクレイディオ（2006年 - 2007年、音泉※）
- 津田健次郎・木内秀信 夜のチラリズム（2007年、ラジオ大阪）
- 昼ダラ（2008年 - 2010年、携帯V-STATION※）
- なかよしグループおしゃべり会レディオ（2010年、文化放送A&Gデジタル※）
- ツダケンロードショーはてるまでラジオ（2011年 - 2014年、アニメイトTV※）
- 薄桜鬼集会 放送録（2011年 - 2014年、アニメイトTV※、週替わりパーソナリティ）
- ネイサンのファイヤー部屋（2011年、配信はてラジ内※）
- KR（2012年、アニメイトTV※、不定期パーソナリティ）
- K of Radio【KR】（2012年 - 2013年、アニメイトTV※、特別編・最終回はUstream配信）
- 新テニスの王子様 オン・ザ・レイディオ（2012年 - 、文化放送、不定期）
- らじおらいだぁす!（2014年、HiBiKi Radio Station※）[522]
- K of Radio 3rd（2014年、アニメイトTV※）
- らじおらいだぁす! A&G出張版 〜つだけん・ゆきんこ・ゆっかの動画大作戦!〜（2014年、超!A&G+※）[523]
- おしゃべりやってまーすD（2014年 - 2016年、K'z Station※）
- K of Radio 4th（2015年、アニメイトTV※、不定期パーソナリティ）
- 文化放送モバイルplus presents ツダケンとフッキーのはてるまでラジオを舞台化する生放送（2015年 - 2016年、超A&G+※）
- 津田健次郎のはてるまでモバイル（2015年 - 2016年、文化放送携帯会員サイト「モバイルplus」※）
- らじおらいだぁす!!〜津田健次郎・五十嵐裕美・黒澤ゆりかの動画大作戦!〜（2015年、超A&G+※、HiBiKi Radio Station※、超A&G+のみ動画付き）[524][525]
- K of Radio 5th KR Go!!（2015年 - 2016年、アニメイトTV※）
- オトメイトクラブ 〜ラジオ部〜（2016年 - 2020年、音泉※）[526]
- 南波刑務所 放送局（2016年、HiBiKi Radio Station※）[527]
- 津田健次郎・大河元気のジョシ禁ラジオ!（2017年、アニメイトタイムズ※）[528]
- 普通に津田健次郎（2017年 - 2021年、音泉※）[529]
- 津田健次郎・大河元気のジョシ禁ラジオ!!（2018年 - 2021年、FRESH! 響チャンネル※）[530]
- COP CRAFT 特別広報班（2019年、音泉※）[531][532]
- ナカノヒトゲノムラジオ【配信中】〜どうか死ぬ気で聴いて下さいませ〜（2019年、音泉※）[533]
- TVアニメ「アフリカのサラリーマン」社畜のみなさんの為のラジオです（奇数回）（2019年 - 2020年、音泉※）[534]
- 津田健次郎 SPEA/KING（2024年 - 、TOKYO FM）[535]

### オーディオブック
- kikubon 銀河英雄伝説 ダゴン星域会戦記 オリジナルキャスト版（2016年、ユースフ・トパロウル）
- audiobook.jp 罪の声（2020年、阿久津英士）

### 映像商品
- テニスの王子様 シリーズ
  - テニスの王子様 Original Video Animation 全国大会篇 INVITATION DVD（2006年12月22日発売）
  - テニスの王子様 100曲マラソン（2008年6月25日発売）
  - テニプリフェスタ2009（2010年1月27日発売）
  - テニプリフェスタ2011 in 武道館（2011年5月27日発売）
  - テニプリフェスタ2013（2014年2月21日発売）
  - テニプリフェスタ2016 〜合戦〜（2017年4月21日発売）
  - テニプリ BEST FESTA!! 青学 vs 氷帝（2019年5月24日発売）
  - テニプリ 20th Anniversary Event -Future-（2022年4月27日発売）
- キラキラACTORS TV Vol.2（2008年10月15日発売）
- オトメイト
  - オトメイトパーティー♪2009（2010年3月26日発売）
  - オトメイトパーティー♪2010（2011年2月25日発売）
  - オトメイトパーティー♪2011（2011年11月25日発売）
  - オトメイトパーティー♪2012（2012年12月21日発売）
- 家庭教師ヒットマンREBORN! リボコン シリーズ
  - ボンゴレ最強のカルネヴァーレ4 BLUE（2011年2月16日発売）
  - ボンゴレ究極のカルネヴァーレ!!!!!（2012年2月1日発売）
  - ボンゴレ最強のカルネヴァーレコレクションDVD ver.ミルフィオーレ（2012年9月19日発売）
- ツダケンロードショーはてるまでラジオ めざせ花園!全国編DVD（2012年2月24日発売）
- 東京乙女レストラン Vol.3（2015年8月28日発売）
- 津田健次郎&柿原徹也 魅惑のノーパンラジオ 沖縄極上旅 BEACH DANDIES WITH 浪川大輔（2017年7月26日発売）
- 朗読音楽劇 ACCA13区監察課 -Piece of Mind-（2017年12月22日発売）

### 玩具
- 仮面ライダーリバイス 変身ベルト DXデモンズドライバー（2022年2月、プレミアムバンダイ） - 玩具ボイス
- 仮面ライダーリバイス DXバイスタンプセレクション03（2022年11月、プレミアムバンダイ） - クワガタバイスタンプ音声
- 仮面ライダーリバイス DXクリムゾンベイルバイスタンプ（2022年11月、プレミアムバンダイ） - 玩具ボイス
- 仮面ライダーリバイス 変身ベルト DXベイルドライバー&デストリームドライバーユニット（2023年1月、プレミアムバンダイ） - ベイルドライバー音声、デストリームドライバー音声

### その他コンテンツ
- スター・ツアーズ:ザ・アドベンチャーズ・コンティニュー（2017年、カイロ・レン）
- LINEスタンプ『遊☆戯☆王デュエルモンスターズ 叫ぶ！海馬』（2018年、海馬瀬人）
- 没後50年 藤田嗣治展（2018年7月31日 - 10月8日、東京都美術館 / 10月19日 - 12月16日、京都国立近代美術館）：音声ガイド[536]
- LINEスタンプ『アイドルマスター シャイニーカラーズ』（2019年、天井努）
- 特別展 侍 〜もののふの美の系譜〜 The Exhibition of SAMURAI（2019年9月7日 - 11月4日、福岡市博物館）：音声ガイド
- ニラメッコ 第1巻発売記念PV（2021年、朝木和[537]）
- TRUE WIRELESS STEREO EARPHONES 『津田健次郎』モデル（2021年、オリジナル音声[538]）
- poiq（2023年、ジェラード）
- バキ外伝、『烈海王』『ガイアとシコルスキー』最新刊同時発売記念コラボPV（2023年、シコルスキー[539]）
- かどや製油 愛されて55周年 かどやから皆様へ感謝の純正ごま油キャンペーン（2023年）：ナレーション
- イヴ・サンローラン展 時を超えるスタイル（2023年9月20日 - 12月11日、国立新美術館）：音声ガイド[540]
- クレイヴン・ザ・ハンター 予告（2024年）：ナレーション[541]

## 出演（俳優）

### テレビドラマ
- 京極夏彦「怪」第1話「七人みさき」（2000年1月3日、WOWOW） - 萩之介 役
- 多重人格探偵サイコ（2000年5月、WOWOW） - 研修医A 役
- 池袋ウエストゲートパーク 第8話（2000年6月2日、TBS） - ホスト・アキラ 役
- 伊藤潤二恐怖コレクション「長い夢」（2000年7月、テレビ朝日） - 山内医師 役
- ハンドク!!! karte3（2001年10月24日、TBS） - 出版社編集者 役
- 人が殺意を抱くとき 第10回「探偵修行」（2004年6月5日、朝日放送） - 堤俊也 役
- あのこがほしい（2005年、Sky PerfecTV!）
- 花より男子 第2話（2005年、TBS）
- パパとムスメの7日間（2007年、TBS） - 教師・野村 役
- 佐々木夫妻の仁義なき戦い 第2話（2008年1月27日、TBS）
- だいすき!! 第1話（2008年1月17日、TBS） - 医師 役
- 大好き!五つ子2008（2008年、TBS） - 中沢 役
- 東京少女岡本杏理（2008年8月、BS-i） - 幸雄 役
- トリハダ4〜夜ふかしのあなたにゾクッとする話を（2008年10月9日、フジテレビ） - 川村健治 役
- 猿ロック（2009年8月27日・9月3日、読売テレビ・日本テレビ） - 美術教師・木村 役
- JIN-仁- 第1話（2009年10月11日、TBS） - 医師 役
- あり得ない! 第4話（2010年2月3日、毎日放送） - 東 役
- なぜ君は絶望と闘えたのか（2010年9月、WOWOW） - 弁護士 役
- CO 移植コーディネーター（2011年3月、WOWOW） - 弁護士・乾 役
- 連続テレビ小説（NHK）
  - エール（2020年3月30日 - 11月27日） - ナレーション[542]、犬井 役[543]
  - あんぱん 第64回 - （2025年6月26日 - ） - 東海林明 役[544][545][546][547]
- 極主夫道 第4話（2020年11月1日、日本テレビ） - ナレーション[548]
- テレビ演劇 サクセス荘3（2021年1月7日 - 3月25日、テレビ東京） - ナレーション[549]
- 特攻兵の幸福食堂（2021年8月11日、NHK） - 西海斗 役[注 1][550]
- 最愛（2021年10月15日 - 12月17日、TBS） - 山尾敦 役[551][552]
- たびくらげ探偵日記（2022年1月7日 - 28日、MBS他）‐ 謎の男・ムトウ  役[553]
- ナンバMG5（2022年4月13日 - 6月22日、フジテレビ） - 松の声
  - ナンバMG5 特別編「全開バリバリでアリガト」編（2022年6月29日、フジテレビ） - 松の声 本人役[554]
- やんごとなき一族 最終話（2022年6月30日、フジテレビ） - 松の声（特別出演）[555]
- 俺の可愛いはもうすぐ消費期限!?（2022年4月16日 - 6月11日、テレビ朝日） - 須藤周平 役　※第1話は声だけの出演[556]
- オールドルーキー 第7話（2022年8月14日、TBS） - 矢部浩一郎 役
- 夜ドラ あなたのブツが、ここに（2022年8月22日 - 9月29日、NHK） - 武田浩三 役[557]
- クロサギ 第8話（2022年12月9日、TBS） - 宇佐美孝也 役[558]
- リバーサルオーケストラ（2023年1月11日 - 3月15日、日本テレビ） - 本宮雄一 役[559]
- ラストマン-全盲の捜査官-（2023年4月23日 - 6月25日、TBS） - 鎌田國士 役[560]
- トリリオンゲーム 第7話 - 最終話（2023年8月25日 - 9月15日、TBS） - 功刀 役[561]
- 大奥 Season2「医療編」（2023年11月14日 - 21日、NHK総合） - 井伊直弼 役[562]
- うちの弁護士は手がかかる 第6話（2023年11月17日、フジテレビ） - 麻生一郎 役[563]
- 仮想儀礼（2023年12月3日 - 2024年2月11日、NHK BS・NHK BSプレミアム4K） - ナレーション[564]
- 相棒 season22 第10話 元日スペシャル「サイレント・タトゥ」（2024年1月1日、テレビ朝日） - 日本領事館のエージェント（声） 役[565]
- グレイトギフト（2024年1月18日 - 3月14日、テレビ朝日） - 郡司博光 役[566]
- アクターズ・ショート・フィルム4「せん」（2024年3月29日、WOWOW）[567]
- 滅相も無い（2024年4月17日 - 6月5日、MBS / TBS） - ナレーション[568]
- BLUE MOMENT ブルーモーメント 第7話（2024年6月5日、フジテレビ） - 保科正樹（声） 役[569]
- 西園寺さんは家事をしない（2024年7月9日 - 9月17日、TBS） - 横井和人 役[570]
- プライベートバンカー（2025年1月9日 - 3月6日、テレビ朝日） - ナレーション
- 1995〜地下鉄サリン事件30年 救命現場の声〜（2025年3月21日、フジテレビ） - 剣木達彦 役[571]
- 19番目のカルテ 第1話・第3話（2025年7月13日・8月3日、TBS） - 堀田義和 役 ※第1話では声のみ[572]

### 映画
- 君を忘れない（1995年）
- 京極夏彦 「怪」「七人みさき」 [注 2]（2000年） - 萩之介 役
- ヤンヤン 夏の想い出（2000年）
- 押切 OSHIKIRI（2000年） - 男 役
- クロエ（2001年）
- 自殺サークル（2002年） - 解剖医助手・三田 役
- Dog star（2001年） - 藤川萩雄 役
- スパイ・ゾルゲ（2003年）
- IKKA（2003年）
- ドラゴン・シティ（2004年）
- 恋人はスナイパー 劇場版（2004年）
- いらっしゃいませ、患者さま。（2005年） - 救急隊員 役
- ちいさな恋のものがたり（2008年）
- ハゲタカ（2009年） - スタンリー・ブラザース法人担当者 坂本 役
- 映画演劇 サクセス荘　侵略者Sと西荻窪の奇跡（2021年）
- TELL ME 〜hideと見た景色〜（2022年） - レコード会社重役・鹿島 役[573]
- 東京流氷〜COOL IT DOWN〜（2022年） - ナレーション[574]
- 映画 イチケイのカラス（2023年） - 島谷秀彰 役[575]
- わたしの幸せな結婚（2023年） - 賀茂村紀夫 役[576]
- ゴールデンカムイ（2024年） - ナレーション[577]
- 映画 マイホームヒーロー（2024年） - 志野寛治 役[578]
- 赤羽骨子のボディガード（2024年） - 威吹丈夫 役[579]
- アンダーニンジャ（2025年） - UN 役[580]
- 劇場版 トリリオンゲーム（2025年） - 功刀数良 役[581]
- 女神降臨 Before 高校デビュー編 / After プロポーズ編（2025年） - 神田隆雄 役[582]
- かくかくしかじか（2025年） - 岡さん 役[583]
- キャンドルスティック（2025年） - 望月功 役[584]
- 沈黙の艦隊 北極海大海戦（2025年公開予定） - 大滝淳 役[585]
- 恋愛裁判（2026年公開予定） - 吉田光一 役[586][587]

### 舞台
- 身毒丸（1998年）
- OH!BABY（2003年10月29日 - 11月3日） - K 役
- 革命の林檎（2004年12月22日 - 29日） - 小笠原修 役
- Dog-Eat-Dog（2005年9月3日 -11日） - 津田誠 役
- tatsuya-最愛なる者の側へ（2006年2月28日 - 3月5日） - 主演・ハシモトタツヤ 役
- 陥人-どぽんど-（2006年9月6日 - 10日） - イアーゴー 役
- ミュージカル エア・ギア（東京2007年1月7日 - 14日、大阪1月19日 - 21日） - スピット・ファイア 役
- MIKOSHI〜美しい故郷へ〜（東京2007年2月8日 - 12日、大阪2007年2月16日） - 若林はじめ 役
- ミュージカル エア・ギア vs.バッカス Super Range Remix（2007年5月3日 - 8日） - スピット・ファイア 役
- STONES（2007年9月8日 - 16日） - 神野 役
- RUN&GUN Stage「ブルーシーツ」（東京2008年1月9日 - 20日、大阪1月26日 - 27日） - 倉本 役
- 剃刀（2008年5月17日 - 25日） - 野口草太（村役場書記） 役
- ゆらゆら（2008年9月15日 - 28日） - 宮田 役
- マグダラなマリアシリーズ - グレイス 役
  - 〜マリアさんのMad Apple Tea Party〜（2008年11月12日 - 16日）
  - 〜マリアさんは二度くらい死ぬ!オリエンタルサンシャイン急行殺人事件〜（東京2009年11月18日 - 23日、兵庫11月27日 - 28日）
  - 〜マリアさんの夢は夜とかに開く!魔愚堕裸屋、ついに開店〜（大阪2010年8月6日 - 8日、東京8月12日 - 22日）
  - 〜マリアさんのMad（Apple) Tea Party (Reprise!)〜（東京2011年5月25日 - 29日、兵庫6月3日 - 5日）
  - 〜魔愚堕裸屋・恋のカラ騒ぎ〜（大阪2011年10月8日 - 10日、東京10月15日 - 23日）
  - 〜ワインとタンゴと男と女とワイン〜（東京2012年11月21日 - 30日、兵庫12月7日 - 9日）
  - マグダライブ！！2013（2013年6月29日 - 30日）
  - グレイスフルプロデュース「亜雌異人愚なグレイス」（「マグダラなマリア」代替公演）（兵庫2013年11月7日 - 10日、東京11月14日 - 24日）- 脚本/演出/主演
- リンダリンダラバーソール（2008年12月3日 - 7日） - 津波/エビさん/代理人/火消しボーイズ/ホテル従業員 役
- 304（2009年8月27日 - 9月1日） - 辻本（シロオビ） 役
- 嫌われ松子の一生（2010年4月17日 - 28日） - 岡野健夫 役
- HYSTERIC・D・BAND第一回公演「コーサ・ノストラの掟」（2010年10月20日 - 31日） - ハルト 役
- WBB vol.2「プレイスター」（2012年4月25日 - 5月6日） - 浜町孝明 役
- 3150万秒と、少し（2013年2月） - 医師/カウンセラー/葉子の父 役
- 激動-GEKIDO-（2013年8月23日 - 9月2日） - 津田晶 役
- 學蘭歌劇 帝一の國（2014年4月18日 - 5月6日） - 堂山圭吾 役
- 第二章 學蘭歌劇 帝一の國 -決戦のマイムマイム-（2015年7月12日 - 26日） - 堂山圭吾 役
- 叫べども叫べども、この夜の涯て（2016年2月24日 - 28日、六行会ホール） - 脚本/演出/主演・アキヲ 役
- 混頓 vol.4（2024年8月9日 - 11日）[588]

### 朗読劇
- 苦情の手紙（2007年8月25日）
- 朗読劇 極上文學 第4弾「藪の中」[589] （2013年6月12日 - 16日） - 多襄丸 役
- 朗読能シアター 殺生石（2014年5月10日 - 11日） - 牛飼の男 / 源秀親 / 迎えの虹 役
- 朗読劇 カナタPresents「あぶな絵、あぶり声〜深雪〜 」（2015年2月21日 - 3月1日） - 語り
- 声の優れた俳優によるドラマリーディングシリーズ「それから」（2016年3月11日・13日）
- 声優星空プラネタリウム朗読会 ほし×こえ【津田健次郎×藤原啓治】大阪公演（2016年7月24日）
- 声の優れた俳優によるドラマリーディングシリーズ「こゝろ」（2017年2月16日）
- 声優星空プラネタリウム朗読会 ほし×こえ【津田健次郎×安元洋貴】仙台公演（2017年4月22日 - 23日）
- 朗読劇「陰陽師」〜藤、恋せば 篇〜（2017年7月23日） - 安倍晴明 役
- 音楽朗読劇 VOICARION II「Ghost Club」（2017年8月31日） - ハリー・フーディーニ 役
- 音楽朗読劇 READING HIGH「Chevre Note シェーヴルノート Story from Jeanne d'Arc（ジャンヌ・ダルク）」（2019年1月12日 - 13日） - シャルル七世 役
- 声優星空プラネタリウム朗読会 ほし×こえ【置鮎龍太郎×津田健次郎】さいたま公演（2019年3月30日 - 31日）
- 音楽朗読劇 VOICARION VII「女王がいた客室」（2020年3月4日） - アレックス 役
- 朗読音楽劇「ACCA13区監察課 Regards,」（2020年11月8日） - ニーノ 役
- 音楽朗読劇 VOICARION VIII「女王がいた客室」（2021年10月11日） - マイカ 役
- 音楽朗読劇 READING HIGH「Chevre Note シェーヴルノート Story from Jeanne d'Arc（ジャンヌ・ダルク）」（2021年12月25日 - 26日） - シャルル七世 役
- 音楽朗読劇 VOICARION XIV「スプーンの盾」（2022年4月3日） - カレーム 役
- 音楽朗読劇 VOICARION XIV「スプーンの盾」（2022年4月20日 - 21日） - タレーラン 役
- 音楽朗読劇 READING HIGH「YOUNG WIZARDS 〜Story from 蘆屋道満大内鑑〜」（2022年9月30日 - 10月1日） - 藤原道長 役
- ノサカラボ TASTE OF SOUND WAVE Reading with Live music「シャーロック・ホームズ3」（2023年7月15日 - 16日） - パーシー・アーミティッジ、レジナルド・マスグレーヴ、ジェイムズ・マッカーシー 役
- 音楽朗読劇 VOICARION XVII「スプーンの盾」（2023年12月23日） - カレーム 役
- 朗読劇「はじめての」後編（2024年1月6日）[590]
- 朗読劇「したいとか、したくないとかの話じゃない」2025（2025年5月23日 - 25日） - 孝志 役[591]

### 即興劇
- 【即興劇】AD-LIVE（アドリブ）Project
  - 「AD-LIVE'15」櫻井孝宏×津田健次郎×鈴村健一（2015年9月12日、パルテノン多摩）
  - 「AD-LIVE'17」高垣彩陽×津田健次郎×鈴村健一（2017年10月14日、メルパルク大阪）
  - 「AD-LIVE'18」浅沼晋太郎×津田健次郎×鈴村健一（2018年10月28日、メルパルク大阪）
  - 「AD-LIVE'20」津田健次郎×西山宏太朗×鈴村健一（2020年9月6日、森のホール21 大ホール）
  - 「AD-LIVE'22」津田健次郎×畠中祐×和田雅成×鈴村健一（2022年8月27日、J:COMホール八王子）
  - 「AD-LIVE'23」津田健次郎×森久保祥太郎×鈴村健一（2023年8月27日、J:COMホール八王子）

### オリジナルビデオ
- 女郎蜘蛛（1999年） - 刑事・片桐 役
- 世界恐怖劇場 とても優しい隣人たち（2000年）
- 虜 極妻の性（2001年） - 矢島啓一 役
- 人妻処刑人R mission1 血塗られた操（2002年） - 岩崎 役
- 新怪談裸女大虐殺 化け猫魔界少女拳（2005年）

### テレビ番組
- 津田健次郎presents 裏アニメ（2016年 - 2019年、AT-X） ※冠番組。全45話[592]

### CM
- コカ・コーラ ベンダーキャンペーン第2弾
- 朝日新聞
- テンプスタッフ ジョブチェキ
- ツムラ ソフレ
- メンズエステ ラ・パルレ「人類美化計画編」
- ダイドー デミタスコーヒー「掃除婦編」
- J-PHONE「噂の女編」
- デロンギ オイルヒーター「私はゼロ風」篇（2021年）
- 機動戦士ガンダム U.C. ENGAGE [593]
- ヤクルト Yakult（ヤクルト）1000（2023年）[594]
- アリナミン製薬 ベンザブロック®プレミアム（2023年）[595]
- 大塚製薬 カロリーメイト リキッド（2024年）[596]
- 日清食品「日清焼そば ポックンミョン」「日清焼そばU.F.O. ポックンミョン」（2024年11月 - ）[597]

### ミュージックビデオ
- 女王蜂『犬姫』Official MV（2022年）[598]

## 制作作品

### ドキュメンタリー
- MATSU-LIVE（2017年）

### 映画
- ドキュメンターテイメント AD-LIVE（2019年）
- アクターズ・ショート・フィルム #4 GET SET GO（2021年）監督 / 脚本 / 出演[599][600]

### CM
- 極主夫道 CM・実写PV - 龍 役 監督 / 出演

### 映像・公演
- 今宵、アフレコブースで。
  - ドラマ（2019年3月29日 - 5月31日） - 津田健次郎 役[601]
  - ステージ（東京2019年9月14日 - 15日、大阪9月21日 - 22日）出演 / クリエイティブプロデューサー

## ディスコグラフィ

### アルバム
- 津田健次郎 PROJECT『925』（2012年10月3日）

### キャラクターソング
| 発売日        | 商品名                                                                                                  | 歌 | 楽曲                                | 備考                                                     |
| ------------- | --- | --- | ----------------------------------- | -------------------------------------------------------- |
| 2006年2月15日 | 「シュガシュガルーン」キャラクターCD：ロッキンロビン                                                    | ロッキンロビン（津田健次郎） | 「オレはSUPER STAR」 「DON'T CRY」  | テレビアニメ『シュガシュガルーン』キャラクターCDシリーズ |
| 2012年2月8日  | TVアニメ「TIGER & BUNNY」キャラクターソングアルバム「BEST OF HERO」                                     | 乙女☆クラブ | 「恋するヒロイン」                  | テレビアニメ『TIGER & BUNNY』関連曲                      |
| 2012年9月26日 | TIGER & BUNNY『HERO RADIO』バラエティCD「Stern Bild Station!」                                          | 乙女☆クラブ | 「愛♡Scream!!!」                    | テレビアニメ『TIGER & BUNNY』関連曲                      |
| 2013年7月31日 | TIGER & BUNNY-SINGLE RELAY PROJECT-「CIRCUIT OF HERO」Vol.6 ロックバイソン→ファイヤーエンブレム         | ROCK'N FIRE | 「燃える情熱のカルナバル」          | テレビアニメ『TIGER & BUNNY』関連曲                      |
| 2014年8月27日 | TIGER & BUNNY-SINGLE RELAY PROJECT-「CIRCUIT OF HERO」Vol.7 ファイヤーエンブレム→ワイルドタイガー       | ファイヤーエンブレム with 乙女☆クラブ | 「レッツゴー乙女道♡」               | テレビアニメ『TIGER & BUNNY』関連曲                      |
| 2014年8月27日 | TIGER & BUNNY-SINGLE RELAY PROJECT-「CIRCUIT OF HERO」Vol.8 ワイルドタイガー→バーナビー・ブルックス Jr. | タイガー&バーナビー in HERO ALL STARS | 「オリオンをなぞる -HERO Ver.-」    | テレビアニメ『TIGER & BUNNY』関連曲                      |
| 2017年12月6日 | 『刀剣乱舞-花丸-』歌詠全集                                                                              | 花丸刀剣男士一同 | 「花丸◎日和！ 47振りver.」          | 劇場アニメ『刀剣乱舞-花丸- 〜幕間回想録〜』主題歌        |
| 2018年2月28日 | 続『刀剣乱舞-花丸-』歌詠集 其の八                                                                       | 大和守安定（市来光弘）、加州清光（増田俊樹）、浦島虎徹（福島潤）、一期一振（田丸篤志）、蜻蛉切（櫻井トオル）、日本号（津田健次郎）、小狐丸（近藤隆）、岩融（宮下栄治） | 「花丸印の日のもとで ver.8」        | テレビアニメ『続 刀剣乱舞-花丸-』オープニングテーマ      |
| 2019年11月6日 | ホワイトカラーエレジー                                                                                  | オオハシ（下野紘）feat. トカゲ（津田健次郎） | 「Get Your Wild!〜African Night〜」 | テレビアニメ『アフリカのサラリーマン』関連曲             |
| 2019年11月6日 | ラフラフ！-laugh life- 3rd Round                                                                        | Corner Craver | 「Performers' Anthem」              | 『ラフラフ！-laugh life-』関連曲                         |
| 2020年10月7日 | HELIOS Rising Heroes エンディングテーマ Vol.1                                                           | ウエストセクター | 「Casual new adventure」            | ゲーム『エリオスライジングヒーローズ』エンディングテーマ |
| 2020年12月2日 | ラフラフ！-Laugh Life- Final Round                                                                      | Geraxy、Ridiculs、Corner Craver | 「Laugh or Die」                    | 『ラフラフ！-laugh life-』関連曲                         |

## 書籍
- 津田健次郎 1st写真集『FLOWING』（出版社：スタジオワープ、総頁数160ページALLカラー：2014年10月10日）[602]
  - 写真集出版記念「津田健次郎写真展」（東京：2014年11月13日 - 2014年11月17日、京都：2014年12月3日 - 2014年12月7日）[603]
- 津田健次郎責任編集『EDGE』vol.1（出版社：宝島社：2015年6月11日）「Special トークCD付き」[604]
- 津田健次郎 写真集『ささやき』（出版社：講談社：2023年10月13日）[605]

### その他
- 猫と紳士のティールーム 第3巻（作：モリコ ロス、発行：コアミックス、2024年2月20日） - 帯・推薦コメント[606]